# Fell Seal: Arbiter’s Mark
Fell Seal: Arbiter’s Mark — компьютерная тактическая ролевая игра, разработанная канадской студией 6 Eyes Studio и выпущенная 1С Entertainment для Windows, macOS и Linux в раннем доступе в 2018 году; в 2019 году для этих же платформ, а также PlayStation 4, Xbox One и Nintendo Switch была выпущена полная версия игры. Разработчики Fell Seal: Arbiter’s Mark — супруги Пьер и Кристина Леклерк — вдохновлялись прежде игрой Final Fantasy Tactics. Игра получила в целом положительные отзывы прессы: критики высоко отозвались о сражениях и гибкой кастомизации персонажей, в то время как сюжет вызвал более сдержанные отзывы.

## Игровой процесс
Fell Seal представляет собой пошаговую тактическую игру, в которой игрок управляет отрядом персонажей с определёнными умениями, характеристиками и снаряжением в сражении против такого же вражеского отряда, управляемого компьютером. В начале боя игрок видит расстановку сил противника и может соответствующим подготовить собственный отряд. В самом бою все его участники ходят по прямоугольной сетке в порядке очереди. Вне сражений отряд передвигается по схематической карте мира между местами сражений и городами, где может купить новое снаряжение для персонажей и включить в отряд новых героев.
В основе ролевой системы игры лежит подробная и разветвлённая система классов — игроку доступны самые разные герои, будь то рыцари, плуты, маги, чумные доктора, следопыты и тому подобное, и каждый герой может иметь одновременно две активные специализации, например, быть плутом-магом. Игрок может изменить любому герою набор специализаций в любой момент за пределами сражений, и каждая специализация, прокачиваемая отдельно, приносит свой набор активных и пассивных навыков — это позволяет создавать самые разнообразные комбинации. Враги в сражениях могут быть устойчивыми к определённым атакам или подлечивать своих союзников; как управляемые игроком персонажи, так и их противники могут своими навыками создать дополнительные эффекты наподобие отравления или снижения защиты, и многие навыки захватывают несколько клеток по площади или по прямой линии — всё это игрок должен принимать во внимание, адекватно реагируя и комбинируя действия своих персонажей, чтобы добиться победы в бою. В отличие от многих подобных игр, потеря всех очков здоровья в Fell Seal не означает гибели персонажа — тем не менее, он получает штраф к характеристикам и должен провести ещё один бой «на скамейке запасных», чтобы восстановиться. Это мотивирует игрока прокачивать запасных персонажей и регулярно менять состав активного отряда.

## Сюжет
Действие игры происходит в фэнтезийном мире под названием Теора. Когда-то в прошлом всему живому в Теоре угрожало чудовище по имени Утроба, но семь великих героев победили его. Получив благодаря этой победе бессмертие, они стали править миром как Совет Бессмертных; власть Совета и установленные им законы защищает орден Вершителей — судей, шерифов и инквизиторов в одном лице; этот орден со временем стал коррумпированным и продажным. Когда один из Бессмертных уходит на покой, его преемника выбирают в рамках особого соревнования: Бессмертные отправляют в паломничество по древним храмам выбранных ими кандидатов-Избранных. Тот единственный Избранный, которому удастся завершить паломничество, получит бессмертие и займёт место в Совете. В начале игры героиня Кайри, одна из немногих честных Вершителей, арестовывает жестокого лорда Альфонса по обвинению в убийстве; когда Альфонс неожиданно для неё становится одним из Избранных, и любые обвинения с него снимаются, Кайри отправляется в погоню за преступником — на этом пути и её саму делают одной из Избранных.

## Разработка
Студия 6 Eyes Studio была создана супругами Пьером и Кристиной Леклерк в 2015 году — оба много лет проработали в индустрии компьютерных игр, и это была уже вторая попытка Пьера создать собственную студию и заниматься играми в духе JRPG 1990-х годов — первой была студия Studio Archcraft, выпустившая малоуспешную игру Black Sigil: Blade of the Exiled. Помимо Final Fantasy Tactics, которую Пьер Леклерк называл «королём тактических JRPG»; среди других источников вдохновения он упоминал Tactics Ogre, Final Fantasy VI, X-COM и Dragon Age: Inquisition. До этого проекта Леклерк как программист писал все необходимые для игр библиотеки самостоятельно, но опыт с Black Sigil показал, что такой подход занимает слишком много времени, так что Fell Seal была выстроена на основе готового игрового движка Unity.
Средства на разработку Fell Seal — 45 тысяч долларов США — были собраны в октябре 2017 года с помощью краудфандинговой кампании через сайт Kickstarter. Разработчики не занимались поиском издателя — компания 1С Entertainment сама обратилась к ним после успешной кампании на Kickstarter, предложив свои услуги с изданием и локализацией на различные языки. Хотя студия изначально и не предполагала выпускать игру одновременно на нескольких платформах (Steam, GOG.com, PlayStation 4 и Xbox One), это было сделано по настоянию издателя; использование движка Unity и тот факт, что игра изначально была ориентирована на использование геймпада в качестве контроллера, облегчили портирование на другие платформы. Выход игры в ранний доступ Steam был первоначально запланирован на март 2018 года, но в конечном счёте произошёл лишь 19 августа 2018 года; полная версия игры для ПК и игровых приставок была выпущена 30 апреля 2019 года. В 2020 году студия выпустила к игре загружаемое дополнение под названием Missions and Monsters, добавляющее в игру новые локации, профессии, возможность включить в свою армию различных монстров и отправлять рекрутов на особые миссии.

## Отзывы и критика
| Сводный рейтинг       | Сводный рейтинг                                     |
| Агрегатор             | Оценка                                              |
| --------------------- | --------------------------------------------------- |
| Metacritic            | 82 % (Windows) 86 % (PS4) 86 % (XOne) 78 % (Switch) |
| Иноязычные издания    |                                                     |
| Издание               | Оценка                                              |
| Game Informer         | 8/10                                                |
| Nintendo World Report | 8/10 (Switch)                                       |
| God is a Geek         | 8,0/10 (Switch)                                     |
| Gaming Trend          | 95 %                                                |
| Русскоязычные издания |                                                     |
| Издание               | Оценка                                              |
| Riot Pixels           | 74 %                                                |
| StopGame.ru           | «Похвально»                                         |
| «Канобу»              | 9/10                                                |

Игра получила в целом положительные оценки прессы; большинство обозревателей отметило её исключительное сходство с Final Fantasy Tactics, сочтя Fell Seal удачным оммажем этой классической игре.
Обозреватель Game Informer Дэниел Тэк посчитал сильными сторонами игры сражения и особенно гибкую кастомизацию персонажей — возможность собирать уникальные комбинации активных и пассивных способностей, находить скрытые возможности и предметы и потом смотреть, как вся эта предварительная подготовка показывает себя в бою, «то, из чего сделаны мечты» поклонников фэнтезийных тактик. В то же время Тэк критически отозвался о графике и сюжете игры и также счёл внесюжетные бои — «патрули» — однообразными и утомительными. Дэвид Ллойд в обзоре версии для Nintendo Switch, опубликованном Nintendo World Report, назвал Fell Seal «отличной тактикой, вышедшей на Switch в неподходящее время»; сценарий игры и особенно диалоги между персонажами он назвал великолепно написанными, а кастомизацию персонажей и боевую систему — делающими игру уникальным опытом самим по себе. Ллойд, однако, нашел систему менеджмента предметов не совсем удобной, особенно во второй половине игры, когда управляемая игроком армия персонажей становится совсем уж большой, и посчитал слабостью игры статическую камеру, показывающую поле боя строго с одного угла без возможности его повернуть.
Сергей Цирюлик в рецензии для «Канобу» назвал игру «самым близким к сиквелу FF Tactics, что когда-либо выходило»; он перечислил как сильные стороны, так и слабости старой игры — в числе последних была названа, например, невозможность отменить подтверждённое перемещение персонажа, рандомные бои на карте мира или невозможность увидеть состав и расстановку врагов до начала боя; по мнению обозревателя, Fell Seal сохранила сильные стороны Final Fantasy Tactics, но благополучно избавилась от её недостатков. Он даже не нашёл в игре каких-либо слабостей, кроме разве что «чрезмерно часто лечащихся/баффающихся врагов, которых становится утомительно долго убивать» и меньшего количества интересного контента во второй половине игры по сравнению с первой. Обозреватель Riot Pixels Олег Зайцев положительно отозвался о боевой системе и возможности «слепить из любого юнита боевую машину под ваш стиль игры», а также о гибкой настройке сложности, заслуживающей высшей похвалы, и интеллекте управляемых компьютеров врагов; его критику вызвали сюжет игры — «эдакая заглушка, в которой нет ничего по-настоящему интересного», графика и анимация персонажей — «какие-то дети с приклеенными бородами», и мелкие огрехи наподобие слишком щадящей системы ранений. В итоге, хотя Fell Seal в чём-то и превзошла Final Fantasy Tactics, по мнению обозревателя, «в целом [Fell Seal] пока что уступает и ей, и некоторым другим конкурентам». Кирилл Волошин в обзоре для StopGame.ru назвал Fell Seal достойная наследницей Final Fantasy Tactics и подобных игр, постоянно бросающей вызов «даже прожжённым ветеранам жанра»; он отмечал, что в Fell Seal даже на нормальном уровне сложности не так просто выживать — от игрока требуется разбираться, пробовать, комбинировать и экспериментировать с составом партии. Хотя сложные тактические сражения Волошин назвал одной из лучших сторон игры, по его мнению, им всё же недостаёт тактической глубины по сравнению с The Banner Saga или Divinity: Original Sin II.